# Algoritmus
Algoritmus je přesný návod či postup, kterým lze vyřešit daný typ úlohy. Pojem algoritmus se nejčastěji objevuje při programování, kdy se jím myslí teoretický princip řešení problému (oproti přesnému zápisu v konkrétním programovacím jazyce). Obecně se ale algoritmus může objevit v jakémkoli jiném vědeckém odvětví. Jako jistý druh algoritmu se může chápat i např. kuchařský recept. Zpravidla však na algoritmy klademe určitá omezení.

## Vlastnosti algoritmů
V užším smyslu se slovem algoritmus označují takové postupy, které splňují některé silnější požadavky:
ElementárnostAlgoritmus se skládá z konečného počtu jednoduchých (elementárních) kroků.
Konečnost (finitnost)Každý algoritmus musí skončit v konečném počtu kroků. Tento počet kroků může být libovolně velký (podle rozsahu a hodnot vstupních údajů), ale pro každý jednotlivý vstup musí být konečný. Postupy, které tuto podmínku nesplňují, se mohou nazývat výpočetní metody. Speciálním příkladem nekonečné výpočetní metody je reaktivní proces, který průběžně reaguje s okolním prostředím. Někteří autoři však mezi algoritmy zahrnují i takovéto postupy.
Obecnost (hromadnost, masovost, univerzálnost)Algoritmus neřeší jeden konkrétní problém (např. „jak spočítat 3×7“), ale obecnou třídu obdobných problémů (např. „jak spočítat součin dvou celých čísel“), má širokou množinu možných vstupů.
DeterminovanostAlgoritmus je determinovaný, pokud za stejných podmínek (pro stejné vstupy) poskytuje stejný výstup. Tato vlastnost je požadována u velké části úloh; existují však úlohy, kdy je naopak vyžadována náhodnost (například simulace vrhu kostkou, míchání karet, generování hesel a šifrovacích klíčů); na standardních počítačích je dosažení náhodnosti obtížné. Pravděpodobnostní algoritmy v sobě mají zahrnutu náhodu a nemusí být determinované.
DeterminismusKaždý krok algoritmu musí být jednoznačně a přesně definován; v každé situaci musí být naprosto zřejmé, co a jak se má provést, jak má provádění algoritmu pokračovat. Protože přirozené jazyky neposkytují naprostou přesnost a jednoznačnost vyjadřování, byly pro zápis algoritmů navrženy programovací jazyky, ve kterých má každý příkaz jasně definovaný význam. Vyjádření výpočetní metody v programovacím jazyce se nazývá program. Některé algoritmy jsou sice determinované, ale nejsou deterministické (například řadící algoritmus rychlé řazení s náhodnou volbou pivota).
VýstupAlgoritmus má alespoň jeden výstup, veličinu, která je v požadovaném vztahu k zadaným vstupům, a tím tvoří odpověď na problém, který algoritmus řeší (algoritmus vede od zpracování hodnot k výstupu)
V praxi jsou proto předmětem zájmu hlavně takové algoritmy, které jsou v nějakém smyslu kvalitní. Takové algoritmy splňují různá kritéria, měřená např. počtem kroků potřebných pro běh algoritmu, jednoduchost, efektivitu či eleganci. Problematikou efektivity algoritmů, tzn. metodami, jak z několika známých algoritmů řešících konkrétní problém vybrat ten vhodný, se zabývají odvětví informatiky nazývané algoritmická analýza a teorie složitosti.

## Metody návrhu
Algoritmus se navrhuje několika možnými způsoby:
- Shora dolů – postup řešení rozkládáme na jednodušší operace, až dospějeme k elementárním krokům.
- Zdola nahoru – z elementárních kroků vytváříme prostředky, které nakonec umožní zvládnout požadovaný problém.
- Kombinace obou – obvyklý postup shora dolů doplníme "částečným krokem" zdola nahoru tím, že se například použijí knihovny funkcí, vyšší programovací jazyk nebo systém pro vytváření programů (CASE).

## Paradigmata návrhu algoritmů
Při návrhu algoritmů se uplatňuje množství přístupů, které abstrahují od konkrétní úlohy. K nejužívanější metodám návrhu algoritmů patří:

### Rozděl a panuj
Klasický případ aplikace postupu odshora dolů. Algoritmy typu rozděl a panuj dělí problém na menší podproblémy, na něž se rekurzivně aplikují (až po triviální podproblémy, které lze vyřešit přímo), po čemž se dílčí řešení vhodným způsobem sloučí.
Zpracovává se množina V složená z n údajů. Tato množina se rozdělí na k disjunktních podmnožin, které se zpracují každá zvlášť. Získané dílčí výsledky se pak spojí a odvodí se z nich řešení pro celou množinu V.
Klasickým případem je binární vyhledávání nebo řadící algoritmus rychlé řazení.

### Hladový algoritmus
Velice přímočarý přístup k řešení určité třídy optimalizačních úloh.
Zpracovává se množina V složená z n údajů. Úkolem je najít podmnožinu W množiny V, která vyhovuje určitým podmínkám a přitom optimalizuje předepsanou účelovou funkci. Jakákoliv množina W, vyhovující daným podmínkám, se nazývá přípustné řešení. Přípustné řešení, pro které nabývá účelová funkce optimální hodnoty, se nazývá optimální řešení.
Hladový algoritmus se skládá z kroků, které budou procházet jednotlivé prvky z V, a v každém kroku rozhodne, zda se daný prvek hodí do optimálního řešení. Prvky V bude vybírat v pořadí určeném jistou výběrovou procedurou. Výběrová procedura bude založená na nějaké optimalizační míře – funkci, která může být odvozena od účelové funkce. V každém kroku ale musíme dostat přípustné řešení. Jakmile je učiněno takové rozhodnutí, už není dále revidováno.
Příkladem je třeba hledání nejkratší cesty grafu.

### Dynamické programování
Dynamické programování se používá v případech kdy lze optimální řešení složit z řešení jednodušších problémů. Protože se požadavky na řešení jednodušších podproblémů mohou mnohokrát opakovat, je nutné zvolit správné pořadí jejich řešení a výsledky si zapamatovat pro opakované použití.
Opírá se o princip optimality:
Optimální posloupnost rozhodnutí má tu vlastnost, že ať je počáteční stav a rozhodnutí jakékoliv, musí být všechna následující rozhodnutí optimální vzhledem k výsledkům rozhodnutí prvního.
Typickým příkladem využití dynamického programování jsou grafové úlohy a jejich příslušné grafové algoritmy.

### Použití hrubé síly
U některých úloh nezbývá než postupně probírat všechna možná řešení – tak zvaná metoda hrubé síly – vygenerují se všechny možné posloupnosti a pak se vybere ta nejlepší. V některých případech lze použít metody, které vynechávají popřípadě odkládají procházení možností, které zřejmě nejsou optimální.

### Hledání s návratem (backtracking)
Hledání s návratem založené na prohledávání stavového prostoru problému. Též se nazývá metoda pokusů a oprav, metoda zpětného sledování, metoda prohledávání do hloubky.
Metodu je možné použít v případě, že řešením je vektor (x1,...,xn), jehož jednotlivé složky vybíráme z množiny Si, xi∈Si. Zpravidla je třeba najít n-tici, která optimalizuje nějakou účelovou funkci P(x1,...,xn). Mohou se ale také hledat všechny n-tice, které tuto podmínku splňují. Metoda vytváří n-tice jednu složku po druhé. Přitom používá účelovou funkci (nebo nějakou vhodnou pomocnou funkci) a pro každou nově vytvořenou složku testuje, zda by taková n-tice vůbec mohla být optimální nebo splňovat dané podmínky. Jestliže pro nějaké xi žádaný vektor (x1,...,xi) nemůže být optimální, není třeba už žádný takový vektor testovat a vezmeme další možnou hodnotu i-té složky. Pokud jsou vyčerpány všechny hodnoty i-té složky, vrátí se metoda zpět o jeden krok a zkouší další možnou hodnotu xi-1.
Příkladem je třeba problém osmi dam nebo chůze koně celou šachovnicí.

## Algoritmická složitost
Je třeba poznamenat, že abstraktní kritérium konečnosti je pro praktické použití ještě příliš slabé. V praxi je třeba zajistit, aby algoritmus skončil „v rozumném“ čase. Za rozumný čas lze v praxi považovat takový čas, který nám umožní smysluplně využít výsledek.
Např. existuje jednoduchý algoritmus, který dokáže určit, zda v dané šachové pozici může hráč na tahu vynutit vítězství a zároveň dokáže určit nejlepší možný tah. Tento algoritmus se však nedá použít, protože by na svou činnost potřeboval ohromné množství času, jakkoli je toto množství konečné. Mimoto by takový algoritmus spotřeboval ohromné množství paměti, což je další praktický zřetel, který se uplatňuje při volbě algoritmu. I když průměrná počítačová paměť stále narůstá, pro některé algoritmy jí nebude nikdy dost.
Pro vyčíslení výpočetní složitosti algoritmů v závislosti na velikosti vstupních dat se používá asymptotický zápis závislosti výpočetního času na rozsahu úlohy (typicky na počtu vstupních údajů). Například O(log N) znamená, že počet kroků algoritmu závisí logaritmicky na velikosti vstupních dat. Pokud u takového algoritmu zdvojnásobíme rozsah vstupních údajů, doba výpočtu se zvýší o jednu jednotku času, pokud bude vstupních dat čtyřikrát více, doba výpočtu se prodlouží o dvě jednotky času, a tak dále. To je třeba případ nalezení jednoho prvku o určité hodnotě v seznamu prvků seřazeném podle hodnoty (např. nalezení jména v telefonním seznamu).

## Druhy algoritmů
Algoritmy můžeme klasifikovat různými způsoby. Mezi důležité druhy algoritmů patří:
- Rekurzivní algoritmy, které využívají (volají) samy sebe.
- Pravděpodobnostní algoritmus (někdy též probabilistické) provádí některá rozhodnutí náhodně či pseudonáhodně.
- V případě, že máme k dispozici více počítačů, můžeme úlohu mezi ně rozdělit, což nám umožní ji vyřešit rychleji; tomuto cíli se věnují paralelní algoritmy.
- Genetický algoritmus pracuje na základě napodobování biologických evolučních procesů, postupným „pěstováním“ nejlepších řešení pomocí mutací a křížení. V genetickém programování se tento postup aplikuje přímo na algoritmy (resp. programy), které jsou zde chápány jako možná řešení daného problému.
- Heuristický algoritmus si za cíl neklade nalézt přesné řešení, ale pouze nějaké vhodné přiblížení; používá se v situacích, kdy dostupné zdroje (např. čas) nepostačují na využití exaktních algoritmů (nebo pokud nejsou žádné vhodné exaktní algoritmy vůbec známy).

Přitom jeden algoritmus může patřit zároveň do více skupin; například může být zároveň rekurzivní a genetický.

## Některé známé algoritmy
- Eratosthenovo síto
- Euklidův algoritmus
- Algoritmus de Casteljau
- Dijkstrův algoritmus
- Bellmanův–Fordův algoritmus

## Etymologie
Slovo algoritmus pochází ze jména významného perského matematika žijícího v první polovině 9. století (cca 780–840), kterým byl Abū ʻAbd Allāh Muhammad ibn Mūsā al-Chwārizmī (أبو عبد الله محمد بن موسى الخوارزمي‎) (doslova „Otec Abdulláha, Mohamed, syn Mojžíšův, pocházející z města Chwārizm (Chórézm, dnes Chiva)“; tento kraj se nachází v Uzbekistánu jižně od Aralského jezera). Tento učenec ve svém díle prakticky vytvořil systém arabských číslic a základy algebry (konkrétně metody řešení lineárních a kvadratických rovnic), jejíž název pochází přímo z titulu tohoto díla (Kitūb al-jabr waāl-muqūbala). Jeho jméno bylo do latiny převedeno jako algorismus, a původně znamenalo „provádění aritmetiky pomocí arabských číslic“; abacisté počítali pomocí abaku, algoristé pomocí algorismů.
Postupem času se kvůli neznalosti původu slova jeho podoba měnila, záměnou arabského kořene s kořenem řeckého slova αριθμός (arithmos) se z algorismu stal algorithmus. (Později bylo v některých jazycích včetně češtiny th změněno na t, v katalánštině se vrátilo s.) Toto slovo se používalo jako označení různých matematických postupů, např. v 18. století označoval latinský termín algorithmus infitesimalis „metodu výpočtů s využitím nekonečně malých veličin, vynalezenou německým matematikem Leibnizem“. Slovo algoritmus v dnešním významu se používá až zhruba od 20. století.

## Historie: Vývoj pojmu „algoritmus“

### Starověké Řecko
Algoritmy byly použity ve starověkém Řecku. Například Eratosthenovo síto nebo Eukleidův algoritmus.

### Původ
Slovo algoritmus pochází z 9. století a je odvozeno z příjmení perského matematika Al-Chorezmí. Slovo původně odkazovalo na pravidla provádění aritmetických operací s arabskými číslicemi, ale vyvinulo se prostřednictvím překladu matematikova jména na „algoritmus“ v 18. století a zahrnuje všechny určité postupy pro řešení problémů nebo plnění úkolů.

### Diskrétní a rozeznatelné symboly
Tally-značky: K počítání stád, pytlů s obilím a peněz ve starověku se používaly akumulační kameny, značky vyškrábané na holích nebo záznam jednotlivých symbolů v jílu. Značky jsou obvykle v jedničkové soustavě, která se používá při kódování informací pro Turingovy stroje v teorii automatů.

### Mechanická zařízení s diskrétními stavy
Hodiny: Podle Boltera je vynález mechanických hodin jedním z klíčových vynálezů. Zejména pak jejich setrvačná část – Lihýř. Přesný automat vedl okamžitě k mechanickému automatu (začátek 13. století) a nakonec k výpočetním strojům – diferenční a analytický stroj (Charles Babbage a Ada Lovelace) v polovině 19. století. Lovelace je připočítáno první vytvoření algoritmu, který je zpracovatelný počítačem. Babbageův analytický stroj je považován za první Turingův kompletní počítač. Charles Babbage je někdy nazýván jako historicky první programátor.
Logické stroje 1870 – Jevonsovo logické počítadlo a logický stroj: Technický problém byl zjednodušení logických rovnice, které bylo představeno v podobě podobné tomu, co je nyní známo jako Karnaughova mapa. Jevons (1880) popisuje první jednoduché počítadlo ze dřeva vybavené kolíky tak, aby jakákoli jeho třída kombinací šla vyzvednout mechanicky. Tento stroj je představen členům královské společnosti v roce 1870.
Tkalcovský stav, děrné štítky, telegrafie a telefonie – elektromechanické relé: Bell a Newell (1971) označují, že tkalcovský stav (1801), předchůdce děrných štítků (1887) a telefonní spínací technologie vedly k vývoji prvních počítačů. V polovině 19. století telegraf, předchůdce telefonu, byl v provozu po celém světě. V roce 1910 se objevil dálnopis, který využíval mezinárodní telegrafní abecedu.
Telefonní sítě elektromechanických relé – George Stibitz (1937) pracoval v Bellových laboratořích a dokončil kalkulátor, který je schopen pracovat s komplexními čísly.

### Matematika v průběhu 19. století až do poloviny 20. století
Symboly a pravidla: V rychlém sledu za sebou matematika George Boole, Gottlob Frege a Giuseppe Peano redukovala aritmetiku do sekvence symbolů, se kterými se manipulovalo pomocí daných pravidel. Peanovo The principles of arithmetic, presented by a new method (1888) byl první pokus o axiomatizování matematiky v symbolický jazyk.
Heijenoort dává Fregemu (1879) tuto slávu: Fregovo dílo je možná nejdůležitější práce, která kdy bylo v logice napsána. Tato práce byla dále zjednodušena a umocněna Alfredem North Whiteheadem a Bertrandem Russellem v jejich Principia Mathematica (1910–1913).
Paradoxy: Ve stejné době se objevila řada znepokojivých elementů v literatuře, zejména Burali-Fortiho paradox (1897), Russellův paradox (1902–1903) a Richardův paradox. Výsledné úvahy vedly k Gödelovým větám o neúplnosti.
Efektivní vyčíslitelnost: Ve snaze vyřešit Entscheidungsproblem přesně definovaným Hilbertem v roce 1928 museli matematici nejprve definovat, co se rozumí pod pojmem „efektivní metoda“ nebo „efektivní výpočet“. V rychlém sledu se objevili Alonzo Church, Stephen Cole Kleene a J. B. Rosser, kteří jsou známí především díky lambda kalkulu. Church pak společně s Turingem ukázal, že lambda kalkul (a další výpočetní modely) má výpočetní sílu Turingova stroje, což otevřelo cestu k Churchově–Turingově tezi.

## Právní ustanovení
Algoritmy nejsou obvykle patentovány. Samotná manipulace s abstraktními pojmy, čísly, či dokonce signály není v USA (dle USPTO 2006) považována za proces. Jinými slovy lze říci, že algoritmy nelze patentovat (podobně jako v kauze Gottschalk v. Benson). Nicméně některá praktická využití algoritmů lze patentovat. Například v kauze Diamond v. Diehr byl patentován jednoduchý algoritmus zpětné vazby na pomoc při vytvrzování syntetické gumy. Patentování softwaru je i přes to velmi kontroverzní. Některé patentované algoritmy se potýkají s negativní kritikou, a to především algoritmy sloužící ke kompresi dat.